# Mezzo Forte (anime)
Mezzo Forte (メゾフォルテ?, mezoforute) è un anime di genere hentai prodotto nel 2000 dagli studi di animazione Arms e Green Bunny.

## Trama
Mikura che fa parte di una banda di mercenari viene assoldata da un uomo misterioso per rapire Momokichi Momo, il proprietario di una squadra di baseball. Mikura accetta, ma si accorge ben presto di trovarsi di fronte ad alcuni seri problemi. Innanzitutto Momokichi è un pericoloso boss della malavita locale, che non esita perfino ad uccidere i giocatori della sua squadra se fanno qualche errore di troppo, e come se non bastasse la figlia Momomi, ancora più pericolosa del padre, è una tiratrice esperta. Dopo una attenta preparazione viene tentato il rapimento, ma nella sparatoria Momokichi rimane ucciso. Mikura e la sua banda dovranno ora affrontare la pericolosa Momomi.

## Personaggi
Momomi Momoi (桃井桃実?)
È una ragazza di 17 anni figlia di Momoi Momoichi hai di capelli rosa chiara ed è sadica come il padre.
Momokichi Momoi (桃井桃吉?)
Boss della Yakuza e proprietario della squadra di baseball "Peach Twisters"
Kenichi Kurokawa (黒川 健一?)
Ex-detective di polizia e scrittore dilettante è il capo della banda. La sua conoscenza degli ambienti della malavita è una preziosa risorsa per la sua banda.
Mikura Suzuki (鈴木 海空来?)
Ragazza di 16 anni, è una specialista nel combattimento con la pistola. Nonostante sia un killer a sangue freddo ha un animo gentile ed ha una limitata capacità di predire il futuro.
Tomohisa Harada (原田 智久?)
Esperto di tecnologia e di androidi, ha una infatuazione per Mikura anche se non lo ammetterebbe neppure a sé stesso.

## Doppiaggio
- Taichirou Hirokawa: Kenichi Kurokawa
- Takumi Yamazaki: Tomohisa Harada
- Tomoko Kotani: Mikura Suzuki
- Norio Wakamoto: Hirooka
- Rie Ishizuka: Momomi Momoi
- Shōzō Iizuka: Momokichi Momoi